# 甲状腺激素受体
甲状腺激素受体（英文：Thyroid hormone receptor，简写为：THR或TR）是通过与甲状腺激素结合并由其激活的一类核受体。甲状腺激素受体作为转录因子，最终影响基因转录和基因翻译的调控。该受体具有导致第二信使激活和相应细胞反应的非基因组效应。

## 结构
所有甲状腺素激素受体中均包含四个蛋白质结构域：
- DNA结合域（DBD）：影响与受体结合激素反应元件（HRE）的能力；
- 铰链结构域（Hinge domain）：影响与受体结合激素反应元件（HRE）的能力；
- 配体结合域 （LBD）：使能够高亲和力地结合甲状腺激素；
- 反式激活域（Transactivation domain）：允许受体结合其他的转录因子。

## 功能
甲状腺激素受体在调节新陈代谢、心率和生物体发育方面起着关键作用。
这些受体常与视黄酸受体（Retinoic acid receptor，RXR）结合形成异二聚体。在甲状腺激素受体失活的形式下，其通过结合共抑制因子（Co-repressors）来抑制基因转录，并额外增加了其调控水平。当甲状腺激素受体被激活时，该受体与其他激活因子结合并启动基因转录。甲状腺激素受体与细胞活力有关，在研究中发现具有很多非基因组影响。

## 作用机制
甲状腺激素通过转运蛋白被转运至细胞中。一旦进入细胞，激素就会产生基因组或非基因组效应。基因组信号通路直接影响到基因的转录和翻译，而非基因组通路导致更快的细胞变化，其中某些通路还通过间接的信号通路调节基因的表达。

### 基因组信号通路
甲状腺激素受体通过与DNA中的激素反应元件（HRE）结合，以单体或与其他核受体形成异二聚体或同源二聚体的形式调节基因表达。甲状腺激素受体与不同的核受体发生二聚化，可导致不同基因的调节：如最常见的视黄酸受体——视黄酸X受体的相互作用。THR/RXR异二聚体是转录活性最高的甲状腺激素受体的表现形式。

#### 视黄酸受体
视黄酸受体位于细胞核之中，常与类固醇激素受体形成复合物，以调节产生必需的基因产物。视黄酸受体若不结合配体视黄酸，即会结合共抑制因子。视黄酸经由维生素A代谢形成。视黄酸X受体通过与9-顺式-视黄酸（视黄酸的一种特定顺式构型）结合而被激活。其他视黄酸受体的特异性较低，允许其以相似的亲和力结合视黄酸的异构体。
一旦视黄酸受体与配体结合即发生构象变化，降低其对共抑制因子的亲和力，并使其能够将共激活因子（Co-activator）吸引至转录位点。所有必需的辅因子均准备就绪，DNA结合域即允许反应元件进行结合，从而启动基因转录。研究表明由于视黄酸受体在基因调控中的作用，该类受体均为生长和发育中必需的要素。

#### TRE基因产物调控
在没有激素的情况下，甲状腺激素受体TR与核受体共抑制因子1（N-CoR）和2（N-CoR2）等辅抑制物蛋白质形成复合物。当存在这些辅因子时，甲状腺激素受体以非活性转录状态结合HRE。这种对基因转录的抑制作用允许对基因产物进行严格的调节。甲状腺激素的结合会导致其反式激活域的螺旋12位（ helix 12）发生构象变化，从而取代受体/DNA复合物中的共抑制因子。从而共激活蛋白被招募，形成DNA/TR/共激活复合物。招募至该位点的共激活因子为核受体共激活因子1 （NCoA-1）。RNA聚合酶被招募至该位点并将下游DNA转录为信使RNA（mRNA）。然后生成的mRNA被翻译为相应的蛋白质。当存在甲状腺激素时，该过程的蛋白质产物会驱使细胞功能发生变化。

### 非基因组信号通路

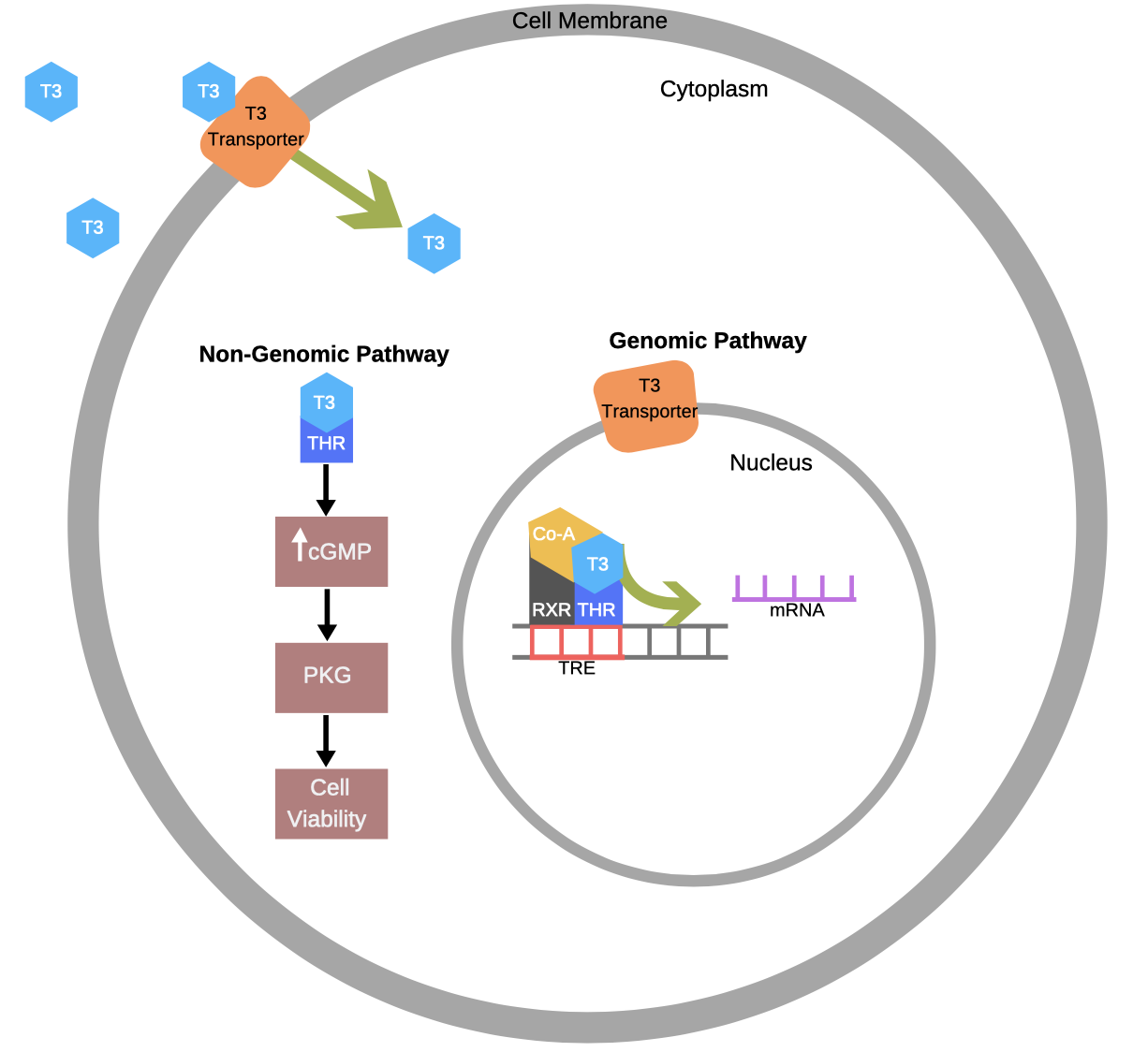
甲状腺激素基因组和非基因组途径的示例

非基因组效应比基因组效应更快，因为它们不需要转录和翻译，避免该复杂且耗时的过程。最初，大多数科学家假设非基因组效应是由非核受体介导的，但现在越来越多的证据表明：非基因组效应是由传统核受体在细胞质中介导的。例如，TR-α1（TR 的一种特定亚型）与细胞活力有关，据推测，其通过未知机制导致cGMP浓度升高并导致蛋白激酶G的相应激活。
已观察到的其他非基因组效应包括：调节线粒体的代谢、刺激葡萄糖的摄取、改变细胞骨架组织、调节膜上离子泵的浓度以及调节形成骨骼。然而，并没有某种特异性的分子机制途径进行非基因组信号的传导，因此无法选择性地消除某一种作用的特异性突变，以测试核受体的基因组和非基因组信号传导中的哪个更重要。最近，已经发现可通过PI3激酶进行TR-β信号转导的特定分子机制，科学家因此可获得直接的遗传证据，以证明TR-β信号转导是通过PI3激酶参与甲状腺激素最主要的两个生理效应：大脑发育和新陈代谢。

## 亚型
甲状腺激素受体主要分为两类亚型：α亚型和β亚型。表1中归纳的甲状腺激素受体亚型在人体内组织表达情况，在很大程度上取决于转录后的剪接。3号和17号染色体上的基因被转录并翻译成c-erbA基因产物。剪接这些基因产物，产生了不同亚型的甲状腺激素。甲状腺激素α受体（TR-α）包括基因编码的三种TR-α受体剪接变体；甲状腺激素β受体（TR-β）包括基因编码的三种TR-β亚型剪接变体。在这些变体中，甲状腺素只能与其中的四种变提相结合：TR-α1、TR-β1、TR-β2和TR-β3。
| 异构体 | 主要表达的组织                                   |
| ------ | ------------------------------------------------ |
| TR-α1  | 广泛表达；在心脏和骨骼肌、棕色脂肪和骨骼中高表达 |
| TR-α2  | 广泛表达；在骨骼肌、大脑和肾脏中高表达           |
| TR-α3  | 广泛表达；在骨骼肌、大脑和肾脏中高表达           |
| TR-β1  | 广泛表达；主要存在于大脑、肝脏和肾脏             |
| TR-β2  | 主要分布在视网膜、下丘脑、垂体前叶和耳蜗         |
| TR-β3  | 不适用                                           |

## 与疾病的联系
甲状腺激素受体的某些突变与甲状腺激素抵抗有关。甲状腺激素抵抗综合征（THRS）的临床诊断取决于抵抗发生的组织，其可能发生于脑垂体、外周组织或两者皆存在。若病人诊断出在脑垂体、外周组织中均表现出甲状腺抵抗，则可推断为对甲状腺激素的全身抵抗。已在临床上观察到存在两种甲状腺激素受体的基因突变，其中相对TR-β基因突变更为常见。

### 甲状腺激素β受体基因突变
甲状腺激素β受体（THR-β）抵抗是一种常染色体显性遗传病。这意味着当人发生遗传3号染色体上突变基因的一个拷贝，该患者就会罹患该病症。THR-β突变直接影响下丘脑-垂体-甲状腺（HPT）轴的调节。在健康个体中，垂体中表达的THR-β2通过负反馈，在调节促甲状腺激素（TSH）水平方面发挥着重要作用。 促甲状腺激素刺激甲状腺分泌甲状腺激素，当甲状腺激素分泌开始，其会作用于受体并抑制甲状腺激素β亚型（TSH-β）的转录。这种反馈抑制会阻止产生更多的TSH，从而抑制下游的甲状腺激素分泌。当THR-β基因发生突变时，垂体上的受体无法再结合甲状腺激素，TSH的产生和分泌即不会受到相同程度的调节，而甲状腺也会受到持续的刺激。负反馈回路的消除，最终导致此类患者的甲状腺激素水平升高。

### 甲状腺激素α受体基因突变
甲状腺激素受体α（THR-α）基因位于17号染色体上。其突变的病例不如THR-β突变常见，因此该基因突变的已知信息不多。与THR-β突变不同，THR-α突变不会影响下丘脑-垂体-甲状腺（HPT）轴。患者通常不会出现甲状腺激素浓度升高的情况，导致THR-α抵抗更加难以被诊断。由于心脏中THR-α1的高表达，心血管系统受此类病症的影响很大。此外，甲状腺激素在骨骼肌肉的发育中起着重要作用，因此患有该类疾病的患者通常表现为身材矮小。

#### 症状
甲状腺激素抵抗综合征的症状与甲状腺功能减退症相似。甲状腺功能减退症是一种甲状腺无法产生足够甲状腺激素的疾病。患有这种疾病的患者会同样出现类似于甲状腺功能亢进症的症状。与甲状腺功能减退症相反，甲状腺功能亢进症是一种甲状腺产生过多甲状腺激素的疾病。由于该类型疾病的一系列潜在症状比较类似，症状之间非常容易混淆，导致医师对病症的诊断较为困难。
甲状腺激素受体突变时的常见症状：
- 抑郁症
- 视力下降
- 心脏问题
- 体重增加
- 疲劳
- 听力下降
- 对寒冷敏感
- 虚弱
- 消化问题
- 认知障碍
- 月经周期的变化

### 治疗
治疗因缺乏功能性TR导致的甲状腺功能减退症患者很困难，甲状腺激素抵抗患者的治疗主要取决于其出现的症状和抵抗类型。
对于病情倾向于甲减的患者，开出正常剂量的甲状腺激素可能无法减轻相关症状。为了使用药配体发挥作用，其必须能够与相关的受体结合。具有THR-β或THR-α突变的患者通常体内含有较少可结合配体的受体，导致组织对甲状腺激素的反应性相应下降。因此医生常会开出更高剂量的甲状腺激素，以增加配体达到功能性TR 的可能性。
对于病情倾向于甲亢的患者,开任何剂量的甲状腺激素都不会改善病情。对于该类患者，可以开具β受体阻滞剂以减轻其交感神经激活增加的相关症状。β-受体阻滞剂是肾上腺素的竞争性抑制剂，肾上腺素是交感神经系统细胞释放的神经节后神经递质。通过阻断受体结合肾上腺素的能力，β-受体阻滞剂被发现可以减轻：焦虑、血压升高和心律不齐等症状，因此还可作为抗焦虑药物用于相关患者治疗焦虑症。